# Cantabile
 (janvier 2023).
Pour les articles homonymes, voir Cantabile (homonymie).
Dans la musique, le mot italien cantabile [kanˈtaːbile] signifie littéralement « chantante ». Dans la musique instrumentale, il est un style particulier de jouer conçu pour imiter la voix. Pour les compositeurs du XVIIIe siècle, le cantabile est souvent synonyme de cantando (chantante), et indique une allure tranquille et une interprétation flexible et phrasée. Pour les compositeurs ultérieurs, en particulier dans la musique pour piano, le cantabile est le dessin sur une ligne musicale particulière contre l'accompagnement (comparer contrepoint). Les Romances sans paroles (Lieder ohne Worte) par Felix Mendelssohn sont de courts morceaux lyriques de piano avec des mélodies telles que des chansons, écrites entre 1829 et 1845. Un exemple moderne est un instrumental par Harry James & his Orchestra, appelé Trumpet Blues and Cantabile.
Un mouvement de cantabile, ou tout simplement un « cantabile », est la première moitié d'un double aria, suivie d'une cabaletta. Le mouvement de cantabile serait plus lent et plus de forme libre pour contraster avec le cabaletta structuré et généralement plus rapide. Louis Spohr a sous-titré son concerto pour violon no 8 in moda d'una scena cantata (« à la manière d'une scène d'opéra chantée »).